# 2008年夏季奥林匹克运动会赞比亚代表团
2008年夏季奥林匹克运动会贊比亞代表团会参加2008年8月8日至24日在中国北京主办的第29届夏季奥运。代表团包括7位参赛者，分別參與4個項目。

## 田徑
- Tonny Wamulwa（男子5000米）
- 蕾切尔·纳楚拉（女子400米）

## 羽毛球
- Eli Mambwe（男單）

## 拳擊
- Hastings Bwalya
- Cassius Chiyanika

## 游泳
- Ellen Hight